# ورخة قليلة الرؤوس
الورخة قليلة الرؤوس (باللاتينية: Klasea oligocephala) نوع نباتي ينتمي إلى جنس الورخة من الفصيلة النجمية.

## البيئة والانتشار
موطنها بلاد الشام وتركيا.

## مرادفات للاسم العلمي
- (باللاتينية: Serratula oligocephala DC.)